# 244

## Събития
- Битката при Месиче – сасанидите на Шапур I разгромяват римляните на император Гордиан III

## Починали
- 11 февруари – Гордиан III, римски император